# Witold Klepacz
Witold Janusz Klepacz (ur. 7 lipca 1953 w Kłobucku) – polski polityk, samorządowiec, inżynier budownictwa, poseł na Sejm V, VI i VII kadencji.

## Życiorys
W 1979 ukończył studia na Wydziale Budownictwa i Architektury z zakresu budownictwa miejskiego i przemysłowego Politechniki Śląskiej w Gliwicach. Do 1983 pracował w przedsiębiorstwie budowlanym i Hucie Katowice, następnie prowadził własną działalność gospodarczą. W 2002 ukończył menadżerskie studia podyplomowe w Szkole Głównej Handlowej w Warszawie. W 2003 został prezesem zarządu oddziału powiatowego i członkiem zarządu oddziału wojewódzkiego Związku Ochotniczych Straży Pożarnych RP.
Od 1996 należał do Socjaldemokracji Rzeczypospolitej Polskiej, a od 1999 do Sojuszu Lewicy Demokratycznej. Przez dwie kadencje był radnym Sosnowca. Od 2002 do 2006 pełnił funkcję zastępcy prezydenta tego miasta. 12 grudnia 2006 objął mandat posła VI kadencji w miejsce Zbigniewa Podrazy, wybranego na prezydenta Dąbrowy Górniczej. W wyborach parlamentarnych w 2007 po raz drugi został posłem, kandydując z listy koalicji Lewica i Demokraci w okręgu sosnowieckim i otrzymując 24 589 głosów. W kwietniu 2008 zasiadł w klubie Lewica (we wrześniu 2010 przemianowanym na klub SLD).
Objął funkcję przewodniczącego powiatowej organizacji SLD w Sosnowcu, na którą został ponownie wybrany w 2008. W wyborach parlamentarnych w 2011 z powodzeniem ubiegał się o reelekcję, dostał 6817 głosów. Na funkcję szefa sosnowieckiego SLD nie został ponownie wybrany 17 marca 2012. 26 kwietnia tego samego roku zmienił afiliację polityczną, przechodząc do Ruchu Palikota. W październiku 2013, w wyniku przekształcenia Ruchu Palikota, został działaczem partii Twój Ruch. Kandydował bez powodzenia w wyborach do Parlamentu Europejskiego w 2014. W sierpniu 2014 powrócił do klubu poselskiego SLD. W 2015 nie ubiegał się o poselską reelekcję. W 2018 został kandydatem Polskiego Stronnictwa Ludowego do sejmiku śląskiego. W 2022 związał się ze Stowarzyszeniem Lewicy Demokratycznej.
W 1996 otrzymał Brązowy Krzyż Zasługi.